# جوهان سوتون
جوهان سوتون (بالفرنسية: Johanne Sutton)‏ هي صحفية فرنسية، ولدت في 1 ديسمبر 1966 في الدار البيضاء في المغرب، وتوفيت في 11 نوفمبر 2001 في أفغانستان.